# Gokaden

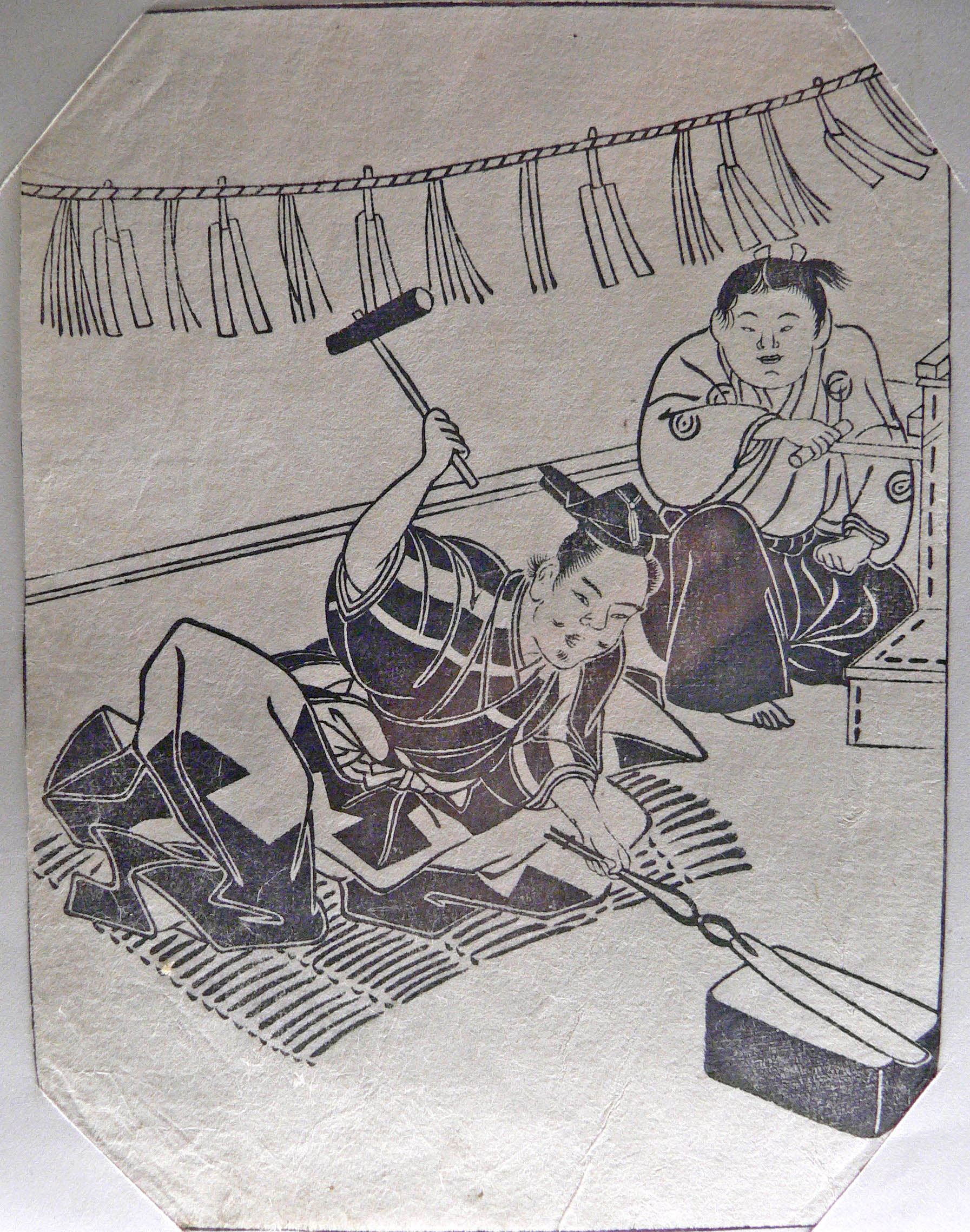
Scène de forge de la période Edo.

Le mot japonais gokaden (五ヶ伝, « cinq traditions ») représente la classification des écoles de forge des lames de nihontō (日本刀) pendant la période Koto (fin de l'ère Heian au début de l'ère Momoyama).
Les cinq traditions sont celles de Mino-den (Seki, préfecture actuelle : Gifu), de Yamashiro-den (Région actuelle : Kyoto), de Yamato-den (Région actuelle : Nara), de Bizen-den (Prefecture actuelle : Okayama) et de Sōshū-den (Sagami, dans la région Kamakura),,.
Cette classification est souvent aussi bien géographique que technique puisque d'une part, les mouvements entre écoles étaient difficiles et d'autre part, chaque école était un regroupement familial d'artisans dont les secrets étaient précieusement conservés. Ces classifications proviennent de la famille Honami, illustre dynastie de polisseurs de Nihonto particulièrement experts en la matière, et plus particulièrement de Honami Kōson (本阿弥光遜). En effet, un polisseur professionnel est un artisan, érudit et restaurateur spécialisé, pour polir une lame il doit connaître son histoire, ses caractéristiques essentielles, sous peine de ne pas pouvoir lui rendre son éclat originel. À noter que pour polir, du métal doit être enlevé, bien que ça ne soit qu'une toute petite partie, plus on polit et plus la lame est rétrécie, le polissage est donc une lourde responsabilité s'apparentant à celle d'un restaurateur d'antiquités. Auparavant, les sabres étaient classés selon les Provinces où ils avaient été forgés, par exemple Bizen-mono : « lame de Bizen ».
Les cinq traditions sont profondément liées aux lames de l'époque Kōtō des Nihonto, elles n'existaient pas encore à l'époque des Jokoto, et furent dans l'essentiel anéanties au passage de l'époque Shintō, où malgré la survie de nombreux forgerons talentueux (tel que Kotetsu Nagasone), les secrets de fabrications furent dans l'essence perdue et l'acier forgé des lames Shintō était devenu très différent de ceux de l'époque précédente. La suivante fut la très courte renaissance des sabres japonais, dite époque Shinshintō, qui tenta de copier et de ressusciter les Kōtō ainsi que les Cinq Traditions, mais donna en fin de compte naissance à des œuvres complètement différentes, quoique supérieures aux Shintō et prépara le terrain pour les Gendaitō, soit les lames modernes forgées selon les méthodes traditionnelles avec du tamahagane. 
De façon générale, les connaisseurs considèrent que les Koto sont supérieures à toute autre lame des différentes époques.
On considère la tradition Bizen comme la plus renommée d'entre toutes, pour la bonne et simple raison qu'elle a produit le plus grand nombre d'excellents forgerons. Le fondateur de Ko-Bizen, Tomonari, est même dit avoir produit des œuvres ayant donné son inspiration à Masamune, et l'on considère le Sugata de ses lames comme le plus parfait.
D'un autre côté, la tradition Yamashiro comporte quelques-uns des styles les plus influents, notamment Awataguchi, dont nombre de lames sont entrées dans l'Histoire en tant que Meitō. Tandis que la tradition Soshu, chère au cœur de Toyotomi Hideyoshi, est tout particulièrement associée à de grands noms tels que Masamune (l'homme ayant perfectionné le nie), Muramasa (le fabricant de lames maudites), Go Yoshihiro (un forgeron prodige comparable à Mozart) et Sadamune (le fils, héritier et pair de Masamune).